# Olaf Rakus
Olaf Rakus (* 18. November 1962) ist ein ehemaliger deutscher Fußballspieler. In der höchsten Spielklasse des DDR-Fußballs, der Oberliga, spielte er für den 1. FC Magdeburg.

## Sportliche Laufbahn
Im Nachwuchs wurde Rakus, dem 1. FC Magdeburg angehörend, in den Auswahlmannschaften des Bezirks Magdeburg eingesetzt. Zwischen 1980 und 1983 nominierte ihn der FCM als Mittelfeldspieler für die Nachwuchsoberligamannschaft. Obwohl er nie offiziell für die 1. Oberligaelf gemeldet wurde, bestritt er fünf Punktspiele in der höchsten Spielklasse des DDR-Fußballs.
Seinen ersten Einsatz in der Oberliga hatte er am 14. März 1981, als er am 17. Spieltag der Spielzeit 1980/81 in der Begegnung der BSG Chemie Böhlen gegen den FCM (2:3) noch in der letzten Spielminute als Mittelstürmer eingesetzt wurde. Bis zum Ende dieser Saison wurde er noch in zwei weiteren Spielen ebenfalls als Einwechselspieler aufgeboten. Anschließend musste er drei Jahre auf seine nächsten Oberligaspiele warten. Am 18. Februar 1984 bestritt er am 14. Spieltag des Saison 1983/84 gegen den FC Carl Zeiss Jena (3:3) sein einziges Erstligaspiel über die volle Spielzeit. Zum letzten Mal stand er am 7. April 1984 in der Begegnung des 1. FCM gegen den FC Hansa Rostock (3:2) für 31 Minuten in einem Oberligapunktspiel auf dem Rasen.
Mit der 2. Mannschaft der Magdeburger kämpfte er sich in der 1984/85er-Ausgabe des FDGB-Pokalwettbewerbs aus der Qualifikation bis ins Achtelfinale, in dem gegen die Erstligaelf des FC Rot-Weiß Erfurt aber das Aus für den Drittligisten kam. In der Spielzeit 1985/86 wurde Rakus in der zweitklassigen Liga in 26 Spielen bei der BSG Glückauf Sondershausen eingesetzt, in denen ihm vier Treffer gelangen.
In der Saison 1987/88 gehörte Rakus zum Aufgebot des Zweitligisten BSG Kali Werra Tiefenort und wechselte im Sommer 1988 zur ebenfalls in der Liga spielenden BSG Chemie Böhlen, wurde aber dort nicht mehr im Unterhaus des ostdeutschen Fußballs eingesetzt. Nach der Wende spielte Rakus in der drittklassigen Amateur-Oberliga in einigen Begegnungen für die Eisbachtaler Sportfreunde, bevor sich seine Spur als Spieler verliert.

## Trainerlaufbahn
Ab Mitte der 1990er-Jahre wirkte er als (Spieler)Trainer bei verschiedenen südwestdeutschen Vereinen, so zum Beispiel bei den Eisbachtaler Sportfreunden, 1997–1998 beim VfR 07 Limburg, und von 2006 bis 2008 bei der SG Hangenmeilingen/Niederzeuzheim.